# Världsmästerskapet i ishockey för damer 2000
Världsmästerskapet i ishockey för damer 2000 spelades mellan den 3 och 9 april i Mississauga i Kanada. Kanada vann turneringen före USA och Finland. 
 Japan åkte ur A-polen och ersattes 2001 av Kazakstan som vann B-polen före Schweiz.

## Grupperna

### Grupp A
- Kanada
- Japan
- Kina
- Sverige

Grupp A
| Datum        | Match            | Res.   | Perioder      |
| ------------ | ---------------- | ------ | ------------- |
| 3 april 2000 | Sverige - Kina   | 1 - 1  | 0-0, 1-0, 0-1 |
| 3 april 2000 | Japan - Kanada   | 0 - 9  | 0-3, 0-2, 0-4 |
| 4 april 2000 | Sverige - Japan  | 10 - 0 | 2-0, 3-0, 5-0 |
| 4 april 2000 | Kanada - Kina    | 8 - 1  | 5-0, 2-0, 1-1 |
| 6 april 2000 | Kina - Japan     | 3 - 0  | 2-0, 1-0, 0-0 |
| 6 april 2000 | Kanada - Sverige | 4 - 0  | 2-0, 2-0, 0-0 |

| Grupp A | SM | V | O | F | GM | IM | P |
| ------- | -- | - | - | - | -- | -- | - |
| Kanada  | 3  | 3 | 0 | 0 | 21 | 1  | 6 |
| Sverige | 3  | 1 | 1 | 1 | 11 | 5  | 3 |
| Kina    | 3  | 1 | 1 | 1 | 5  | 9  | 3 |
| Japan   | 3  | 0 | 0 | 3 | 0  | 22 | 0 |

SM = Spelade matcher, V = Vinster, O = Oavgjorda, F = Förluster, GM = Gjorda mål, IM = Insläppta mål, P = Poäng

### Grupp B
- Finland
- Ryssland
- Tyskland
- USA

Grupp B
| Datum        | Match               | Res.   | Perioder      |
| ------------ | ------------------- | ------ | ------------- |
| 3 april 2000 | Finland - Ryssland  | 7 - 1  | 4-0, 2-1, 1-0 |
| 3 april 2000 | Tyskland - USA      | 1 - 16 | 1-5, 0-4, 0-7 |
| 4 april 2000 | Finland - Tyskland  | 4 - 1  | 2-0, 1-1, 1-0 |
| 4 april 2000 | USA - Ryssland      | 15 - 0 | 6-0, 7-0, 2-0 |
| 6 april 2000 | USA - Finland       | 4 - 3  | 0-2, 1-0, 3-1 |
| 6 april 2000 | Ryssland - Tyskland | 7 - 2  | 1-0, 3-1, 3-1 |

| Grupp B  | SM | V | O | F | GM | IM | P |
| -------- | -- | - | - | - | -- | -- | - |
| USA      | 3  | 3 | 0 | 0 | 35 | 4  | 6 |
| Finland  | 3  | 2 | 0 | 1 | 14 | 6  | 4 |
| Ryssland | 3  | 1 | 0 | 2 | 8  | 24 | 2 |
| Tyskland | 3  | 0 | 0 | 3 | 4  | 27 | 0 |

SM = Spelade matcher, V = Vinster, O = Oavgjorda, F = Förluster, GM = Gjorda mål, IM = Insläppta mål, P = Poäng

## Slutspel
| Datum              | Match             | Res.         | Periodres.         |
| ------------------ | ----------------- | ------------ | ------------------ |
| Semifinal          |                   |              |                    |
| 8 april 2000       | Kanada - Finland  | 3-2          | 2-1, 1-1, 0-0      |
| 8 april 2000       | USA - Sverige     | 7-1          | 1-0, 3-0, 3-1      |
| Match om 3:e plats |                   |              |                    |
| 9 april 2000       | Finland - Sverige | 7-1          | 2-0, 2-1, 3-0      |
| Final              |                   |              |                    |
| 9 april 2000       | USA - Kanada      | 2-3 ef.förl. | 0-0, 2-0, 0-2, 0-1 |

## Placeringsmatcher 5:e - 8:e plats
| Datum              | Match            | Res.         | Periodres.         |
| ------------------ | ---------------- | ------------ | ------------------ |
| 5:e-8:e plats      |                  |              |                    |
| 7 april 2000       | Kina - Tyskland  | 3-0          | 0-0, 3-0, 0-0      |
| 7 april 2000       | Ryssland - Japan | 8-4          | 3-3, 1-1, 4-0      |
| 5:e-6:e plats      |                  |              |                    |
| 9 april 2000       | Kina - Ryssland  | 0-4          | 0-0, 0-1, 0-3      |
| Nedflyttningsmatch |                  |              |                    |
| 9 april 2000       | Japan - Tyskland | 2-3 ef.förl. | 0-0, 1-2, 1-0, 0-1 |

## VM-ranking
| VM 2000 | VM 2000  |
| ------- | -------- |
| Guld    | Kanada   |
| Silver  | USA      |
| Brons   | Finland  |
| 4.      | Sverige  |
| 5.      | Ryssland |
| 6.      | Kina     |
| 7.      | Tyskland |
| 8.      | Japan    |